# Cherchez Hortense
Pour plus de détails, voir Fiche technique et Distribution.
Cherchez Hortense est un film français de Pascal Bonitzer sorti en 2012.
Il est présenté hors compétition lors de la Mostra de Venise 2012.

## Synopsis
Damien (Jean-Pierre Bacri), professeur de civilisation chinoise pour chefs d’entreprise, vit avec sa femme Iva (Kristin Scott Thomas), metteuse en scène de théâtre, et leur jeune fils Noé (jeu de mots avec Ivanhoé).
Iva exige de Damien qu'il demande à son père, président de section au Conseil d'État (Claude Rich), de solliciter un certain Henri Hortense, afin d’éviter l’expulsion d’une jeune serbe nommée Zorica, une amie de sa belle-soeur.
N’ayant jamais eu de relation facile avec son père, froid et distant, Damien repousse sans cesse le moment où il trouvera le courage de le contacter.  Au cours de leurs très brèves entrevues, il ne trouve jamais l’occasion d’évoquer sa demande.  Mais, par lâcheté, il certifie à Iva qu’il a fait le nécessaire.
Damien se lie d’amitié avec Aurore (Isabelle Carré) jeune femme qui travaille dans le restaurant à proximité de son université et qu’il croise souvent à la librairie ou au café où il a l'habitude de retrouver ses amis.  
De son côté, Iva, bien qu'accaparée par son travail, entretient une relation adultère avec un de ses acteurs. Lorsque Damien s'en aperçoit, il exige qu'elle quitte immédiatement le domicile conjugal.
À la faveur d’une discussion avec Aurore, celle-ci apprend à Damien qu’elle est Serbe, sous menace d’expulsion, mais que, grâce à des amis qui ont fait jouer leurs relations, elle s'estime désormais tirée d’affaire. Damien comprend alors qu’Aurore et Zorica sont une seule et même personne. Penaud, il lui avoue qu’il a menti et qu’il n’est pas parvenu à solliciter son père.  Celle-ci, bouleversée, s’enfuit.
Décidé à réparer sa bévue, Damien prend son courage à deux mains et va à la rencontre de son père pour lui présenter le dossier.  Ce dernier refuse de l’aider, affirmant que son ami Hortense, trop sollicité pour de telles demandes, y oppose désormais une fin de non-recevoir systématique.  Damien décide alors de rencontrer lui-même Henri Hortense (Philippe Duclos). Si l’entretien est cordial, Damien comprend qu’Hortense n’entreprendra rien.
Lorsqu’il retrouve Aurore, il lui expose les démarches qu’il a réalisées pour elle et elle lui pardonne.  Elle lui apprend qu’elle compte désormais partir en Inde pour faire sa vie ailleurs, en compagnie de Lobatch, un des amis du café.  Damien lui avoue ses sentiments pour elle.  À ce moment, survient une charge de police à cause d’une manifestation à proximité qui dégénère.  Soucieux d’éviter qu’ils ne contrôlent l’identité d’Aurore, Damien s’interpose et provoque les policiers pour lui laisser la possibilité de s’échapper.
Un mois plus tard, tirant un bilan négatif de sa vie (séparation avec sa femme, mauvaise relation avec son fils adolescent, perte d’Aurore et de ses amis du café, etc.), Damien va voir son père, qu’il tient pour responsable de son mal-être général, et lui tend un revolver (arme qu'il a pris à Lobatch lorsque celui-ci envisageait de se suicider) pour lui proposer de mettre fin à ses jours. Mais celui-ci l’éconduit froidement.  
Dans la rue, il aperçoit fortuitement Lobatch qui désormais l'évite et le fuit. Il n’arrive pas à lui parler. 
Alors, Damien appelle Aurore, qui lui apprend qu’elle est toujours en France. Il la retrouve sur le quai de la petite gare de province où vit sa grand-mère, qu'elle est venue retrouver pour quelques jours. Surprise et émue par l'attachement que Damien lui manifeste,  elle lui confie qu'elle est toujours "sans papiers et sans enfants". Il lui répond que "ça peut s'arranger" et ils partent ensemble chez la grand mère à qui Aurore va sans doute présenter Damien comme étant son compagnon..

## Fiche technique
- Titre : Cherchez Hortense
- Titre international : Looking for Hortense
- Réalisation : Pascal Bonitzer
- Scénario : Agnès de Sacy et Pascal Bonitzer
- Décors : Emmanuel de Chauvigny
- Costumes : Marielle Robaut
- Son : Serge Arthus
- Montage : Elise Fievet
- Cascade : Rémi Canaple
- Musique : Alexei Aigui
- Supervision musicale : Elise Luguern et Coline Roubineau (Explosante Fixe)
- Casting : Antoinette Boulat
- Effets visuels : Def2shoot
- Photographie : Romain Winding
- Producteur : Saïd Ben Saïd
- Assistants de production : Sarah Borch-Jacobsen et Kevin Chneiweiss
- Société de production : SBS Productions
- Soutien à la production : OCS, Cinémage 6, Soficinéma 8, région Ile-de-France et le CNC
- Sociétés de distribution : Le Pacte, France Télévisions Distribution, Film1 ( Pays-Bas), Praesens-Film ( Suisse)
- Matériel de prises de vues : Transpalux
- Pays de production :  France
- Langue originale : français
- Format : couleur — 2.35:1
- Son : Dolby numérique
- Genre : Comédie de mœurs
- Durée : 96 minutes
- Date de sortie : France / Belgique : 5 septembre 2012
- Budget : 4.5M€[1]
- Box-office France : 486 711 entrées[2]
- Visa d'exploitation no 127976
- Affiche de film : Floc'h

## Distribution

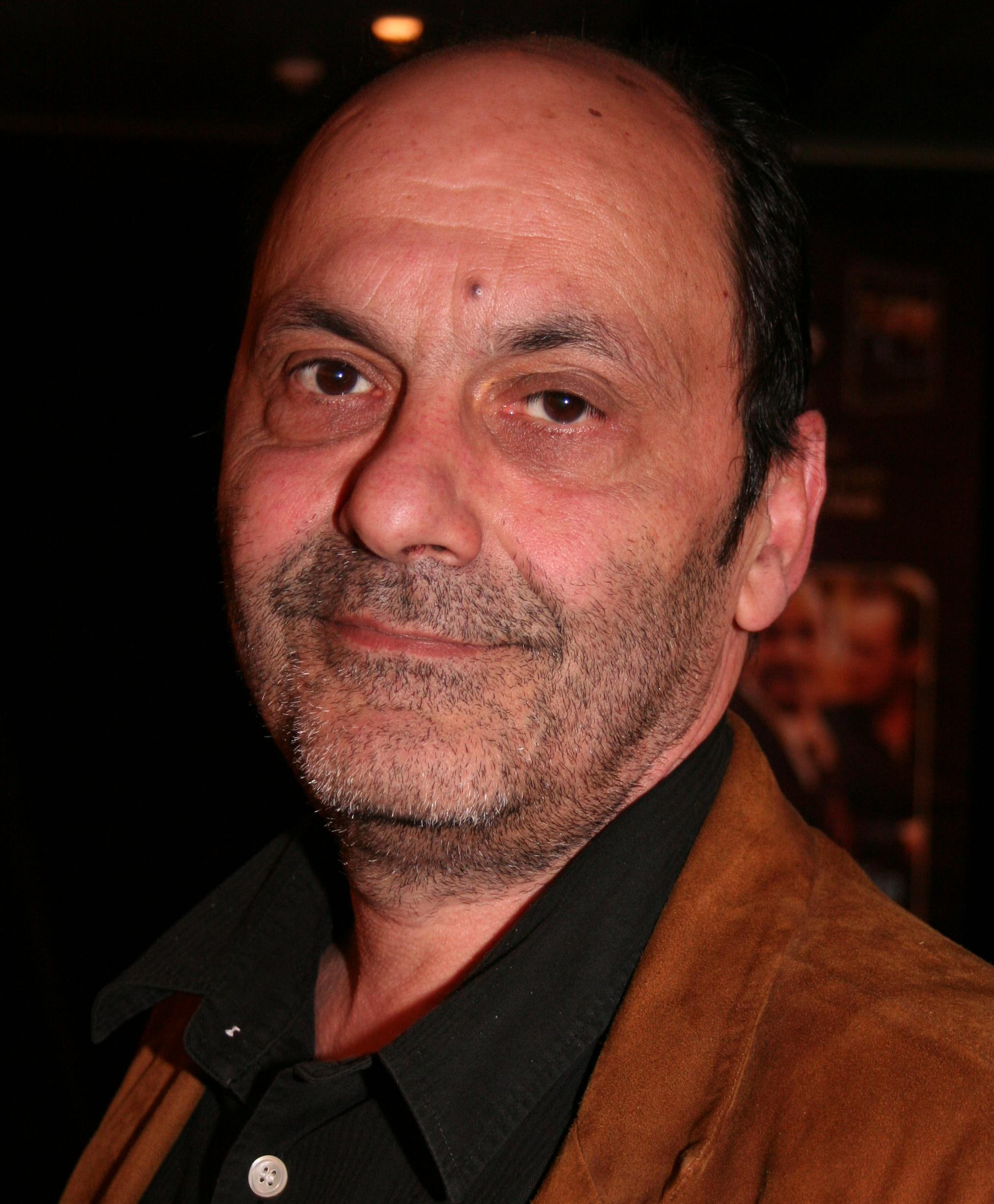
Jean-Pierre Bacri en 2007.

- Jean-Pierre Bacri : Damien Hauer, spécialiste de la culture chinoise
- Kristin Scott Thomas : Iva, la compagne de Damien et metteur en scène de théâtre
- Isabelle Carré : Aurore ou Zorica, la clandestine serbe
- Marin Orcand Tourres : Noé, le fils adolescent de Damien et d'Iva
- Claude Rich : Sébastien Hauer, le père de Damien, président de section au Conseil d'État
- Arthur Igual : Antoine, l'acteur amant d'Iva
- Jackie Berroyer : Lobatch, l'ami de Damien
- Masahiro Kashiwagi : Satoshi, le serveur du restaurant asiatique
- Jérôme Beaujour : Campuche
- Benoît Jacquot : Kevadian
- Iliana Lolic : Vera, la belle-sœur d'Iva, coiffeuse
- Francis Leplay : Marcoy, le frère d'Iva, coiffeur
- Philippe Duclos : Henri Hortense, le politicien
- Joséphine Derenne : Blandine Hauer, la mère de Damien
- Agathe Bonitzer : Laetitia, l'actrice
- Francis Veron : Le deuxième policier
- Georges Martin-Censier : Le P.-D.G.
- Stanislas Stanic : Marek
- Jean-Laurent Bourel : Le chef de rang du restaurant La Sirène
- Angeli Hucher de Barros : Le chauffeur de taxi débutant

## Autour du film
- Jean-Pierre Bacri et Isabelle Carré étaient déjà partenaires, et attirés l'un par l'autre, dans Les Sentiments de Noémie Lvovsky sorti en 2003, film dans lequel Agathe Bonitzer, fille de Pascal et qui interprète ici un petit rôle d'actrice, jouait la fille de Jean-Pierre Bacri.
- Jackie Berroyer tenait le rôle principal du premier long métrage de Pascal Bonitzer, Encore (1996), celui d'un professeur de philosophie, proche de l'autoportrait, personnage qui aura des échos dans les deux films suivants : Rien sur Robert sous les traits de Fabrice Luchini et Petites coupures sous les traits de Daniel Auteuil.

## Lieux de tournage[3]
Paris :

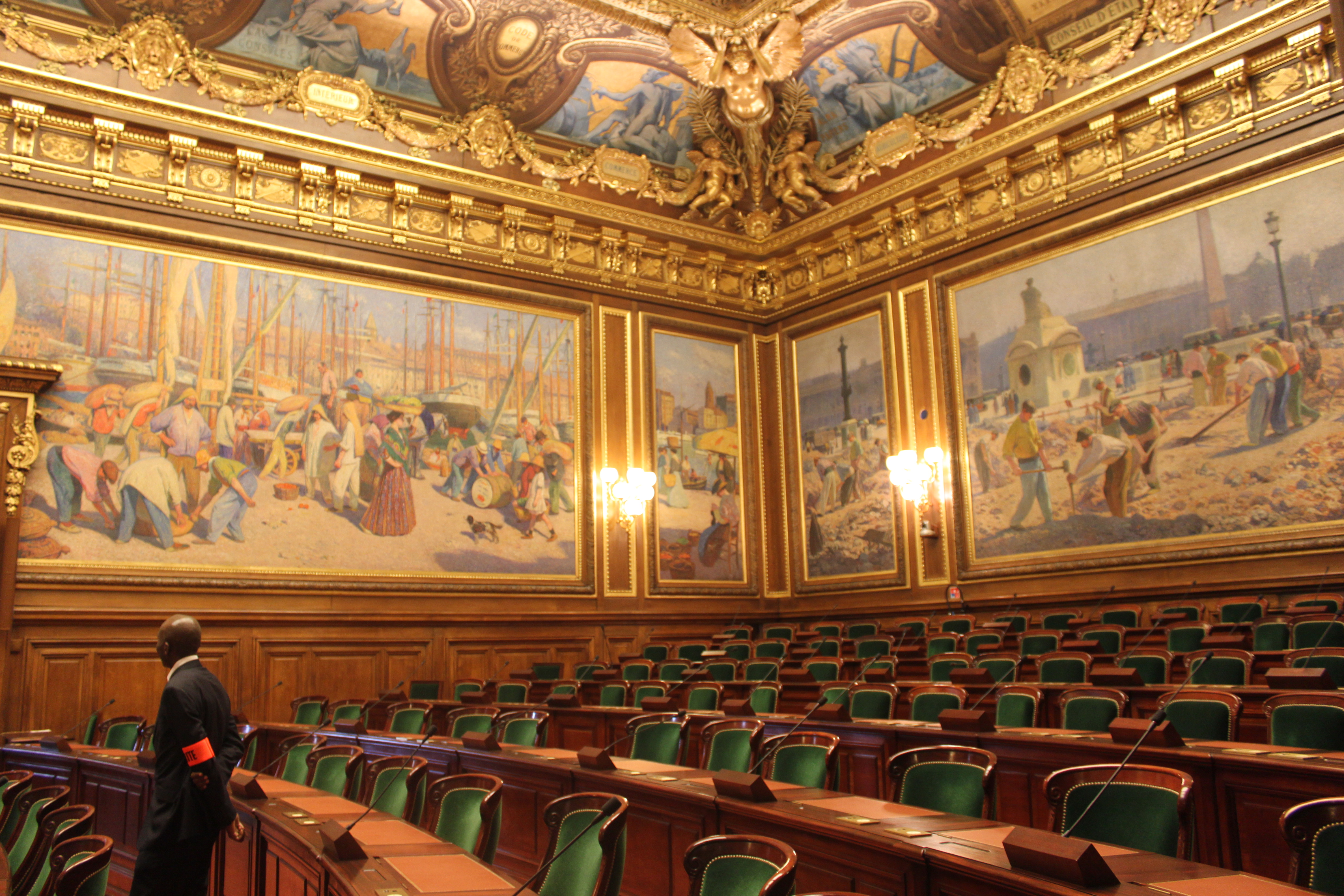
La salle de l'Assemblée générale du Conseil d'État.

- 1er arrondissement : Jardin du Palais-Royal, Palais-Royal, Place du Palais Royal, rue Molière (au Restaurant japonais), rue de Rivoli, Conseil d'Etat (rue Saint-Honoré), le Kiosque des noctambules (place Colette),
- 10e arrondissement : Place Franz Liszt, Eglise Saint-Vincent-de-Paul (rue d'Abbeville), rue de Belzunce,
- 12e arrondissement : rue du Faubourg Saint-Antoine,
- 16e arrondissement : Place des Etats-Unis, Avenue d'Iéna, Rue du Bouquet-de-Longchamp
- 18e arrondissement : Place de Clichy
- 19e arrondissement : Siège du Parti Communiste Français, place du Colonel Fabien (la salle de cours),

Aubervilliers :
- Théâtre de la Commune, 2 rue Edouard Poisson

## Nominations
- Césars 2013
  - César du meilleur acteur pour Jean-Pierre Bacri
  - César du meilleur acteur dans un second rôle pour Claude Rich